# Rezolucja Rady Bezpieczeństwa ONZ nr 548
Rezolucja Rady Bezpieczeństwa ONZ nr 548 została przyjęta jednomyślnie 24 lutego 1984 r.
Po przeanalizowaniu wniosku Brunei o członkostwo w Organizacji Narodów Zjednoczonych, Rada zaleciła Zgromadzeniu Ogólnemu przyjęcie tego państwa do swojego grona.

## Źródło
- UNSCR - Resolution 548